# 라파엘 스트라위크
라파엘 윌리엄 스트라위크(인도네시아어: Rafael William Struick, 2003년 3월 27일 ~ )은 호주 A리그 멘의 브리즈번 로어에서 레프트 윙어 또는 공격수로 활동 중인 네덜란드 출생 인도네시아의 축구 선수로 인도네시아 축구 대표팀의 일원으로 뛰고 있다.

## 어린 시절
스트라위크는 RKAVV의 유소년팀에서 뛰다가 포럼 스포트에서 뛰다가 ADO 덴하흐에서 아카데미에 합류했다.

## 구단 경력
2022년 5월 6일, 그는 FC 에먼과의 경기에서 에이르스터 디비시 데뷔 전을 치렀고, 이후 2022년 6월 ADO 덴하흐와 첫 프로 계약을 체결했다.

## 국가대표팀 경력
2022년 11월 19일, 스트라위크는 인도네시아 U-20 국가대표팀 경기에 출전하여 슬로바키아 U-20을 상대로 1-2로 패한 경기에서 골을 넣었다. 그의 외조부모가 네덜란드로 오기 전 수리남으로 이민을 간 자와인이고, 인도네시아 혈통이기 때문에 가능하다. 인도네시아 감독 신태용은 2023년 FIFA U-20 월드컵을 개최하는 인도네시아를 앞두고 스트라위크, 이바르 제너, 저스틴 허브너를 외국인 선수로 선발한 것을 언급했다.
2023년 5월 27일, 스트라위크는 팔레스타인과 아르헨티나와의 친선 경기를 위해 인도네시아 국가대표팀에 소집되었다. 그는 팔레스타인과의 친선 경기에서 국가대표로 첫 출전했고, 이 경기는 0-0 무승부로 끝났다.
2023년 8월 29일, 스트라위크는 U-23 국가대표팀에 소집되어 2024년 AFC U-23 아시안컵 본선에 진출했다. 그는 중화 타이베이와의 경기에서 U-23 국가대표팀 데뷔 전을 치렀고, 이 경기에서 9-0 승리를 거두기도 했다.
스트라위크는 2023년 AFC 아시안컵 최종 명단에 이름을 올렸다. 그는 모든 경기에 출전했고 국가대표팀이 사상 최초의 토너먼트 단계에 도달하는 것을 도왔다.

## 사생활
2023년 5월 22일, 스트라위크는 공식적으로 인도네시아 국적을 취득했다.